# Sele, Ravne na Koroškem
Sele este o localitate din comuna Ravne na Koroškem, Slovenia.